# Apamea kurilirena
Apamea kurilirena là một loài bướm đêm trong họ Noctuidae.